# Annika Hernroth-Rothstein
Annika Hernroth-Rothstein (Estocolmo, 29 de mayo de 1981) es una consejera política, escritora, bloguera y activista sueca de origen judío. Es colaboradora de los diarios Israel Hayom, The Jerusalem Post, Ricochet, The Washington Examiner, 
Commentary Magazine y Mosaic Magazine, donde escribe específicamente sobre Oriente Medio, asuntos religiosos y antisemitismo global. También es una fuerte activista pro-israelí en su país de nacimiento y organiza actividades que intensifiquen las relaciones entre Suecia e Israel. Dentro de Suecia suele ser muy crítica a la inmigración descontrolada de refugiados del mundo islámico por el constante antisemitismo de estos últimos hacia la comunidad judía sueca.

## Vida personal
Nacida en Suecia, sus estudios superiores los realizó en las universidades de Upsala y Linnaeus. Sin identificarse con alguna religión se casó y fruto de su relación nacieron dos niños, posteriormente se convirtió al judaísmo y pidió a su esposo seguir sus pasos, éste rechazó la petición por lo cual terminaron separándose. Ella y sus hijos se iniciaron a las costumbres de su nueva religión, adaptando a su familia al estilo de vida judío. Su estilo de vida le obligó a realizar constantes viajes a Israel y a comenzar a relacionarse con la comunidad judía tanto sueca como israelí, lo que le permitió poder escribir en Israel Hayom, su primer trabajo en un diario importante.

## Activismo
En 2013 lideró una protesta contra las leyes suecas que ella y toda la comunidad judía consideraban «injustas» porque prohibían o limitaban el ritual de circuncisión, la preparación de carne kosher e inclusive la importación de dicha carne de otros países donde si está permitido.
En 2015, durante un discurso en Washington D. C. (Estados Unidos) sobre la inmigración y el antisemitismo islámico en Europa, su frase más llamativa fue: "Temo a los musulmanes".
En 2018, se mostró en contra de que la Autoridad de Migración y la Junta de Salud y Bienestar de Suecia dieran el visto bueno para la entrada legal de matrimonios arreglados entre niñas y hombres adultos musulmanes al país nórdico.

### Viaje a Irán

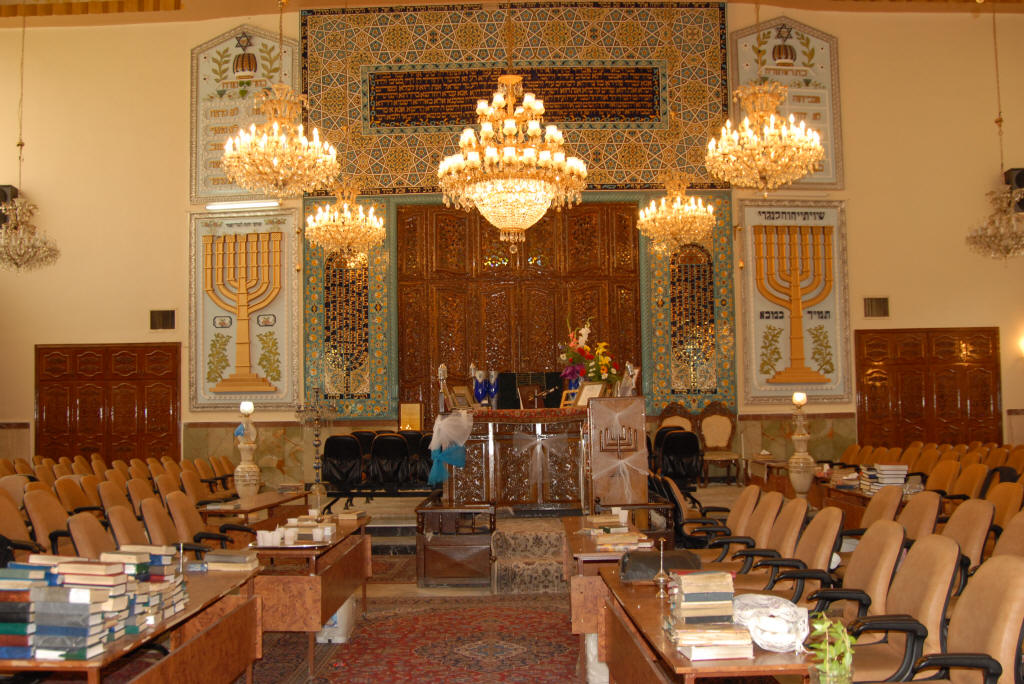
Hernroth-Rothstein visitó algunas sinagogas en Teherán, Irán.

En 2016 realizó un viaje a Irán durante las elecciones parlamentarias del país persa. Visitó varias sinagogas en las ciudades de Teherán y Hamadán e informó sobre la condición de los judíos iraníes. Informó que las autoridades iraníes conocían sus vínculos israelíes y sus actividades políticas sionistas en la solicitud de visa, pero aun así le otorgaron una visa fácilmente. Durante la entrevista con Israel Hayom, Hernroth-Rothstein expresó que fue invitada a la oficina del líder supremo de Irán, el ayatolá Alí Jamenei, durante las elecciones e igualmente fue recibida personalmente por el presidente Hasán Rouhaní varias veces. Todo su trabajo fue publicado en el artículo "Terror totalitario en Irán" en The Tower Magazine. En otro artículo del mismo diario, informó que se había reunido con varios funcionarios del gobierno iraní, uno de los cuales describió la relación entre Irán, Israel y los Estados Unidos de la siguiente manera:

No odio a Israel y, aunque sé que es difícil de entender desde el exterior [fuera de Irán], hay una diferencia entre odio [a Israel] y odio [a Estados Unidos]. Annika, para decirte la verdad, me encantaría que Irán e Israel trabajen juntos y hagan de Estados Unidos irrelevante en el Medio Oriente. Juntos los sacaríamos del negocio. No odio a Israel. Odio a Estados Unidos. El antisionismo es un lema aquí, pero el antiamericanismo está en nuestra sangre.
 Extracto de ‘We Don’t Want to Forget': In Tehran, Revenge Is a National Ethos del diario The Tower Magazine, junio de 2016.

## Obras
Hasta la actualidad sus obras publicadas son:
- Judíos y el Templo
- Turismo yihadista
- Antisemitismo en Europa
- Redescubrir la identidad judía